# Ungerns Grand Prix 1987
Ungerns Grand Prix 1987 var det nionde av 16 lopp ingående i formel 1-VM 1987.

## Resultat
1. Nelson Piquet, Williams-Honda, 9 poäng
2. Ayrton Senna, Lotus-Honda, 6
3. Alain Prost, McLaren-TAG, 4
4. Thierry Boutsen, Benetton-Ford, 3
5. Riccardo Patrese, Brabham-BMW, 2
6. Derek Warwick, Arrows-Megatron, 1
7. Jonathan Palmer, Tyrrell-Ford
8. Eddie Cheever, Arrows-Megatron
9. Philippe Streiff, Tyrrell-Ford
10. Ivan Capelli, March-Ford
11. Alessandro Nannini, Minardi-Motori Moderni
12. Piercarlo Ghinzani, Ligier-Megatron
13. Pascal Fabre, AGS-Ford
14. Nigel Mansell, Williams-Honda (varv 70, hjul)

### Förare som bröt loppet
- Alex Caffi, Osella-Alfa Romeo (varv 64, bränslesystem)
- Rene Arnoux, Ligier-Megatron (57, elsystem)
- Philippe Alliot, Larrousse (Lola-Ford) (48, olycka)
- Martin Brundle, Zakspeed (45, turbo)
- Michele Alboreto, Ferrari (43, motor)
- Andrea de Cesaris, Brabham-BMW (43, växellåda)
- Stefan "Lill-Lövis" Johansson, McLaren-TAG (14, växellåda)
- Teo Fabi, Benetton-Ford (14, växellåda)
- Adrián Campos, Minardi-Motori Moderni (14, snurrade av)
- Gerhard Berger, Ferrari (13, differential)
- Christian Danner, Zakspeed (3, motor)
- Satoru Nakajima, Lotus-Honda (1, växellåda)

## VM-ställning
| Förarmästerskapet 1. Nelson Piquet, Williams-Honda, 48 2. Ayrton Senna, Lotus-Honda, 41 3. Alain Prost, McLaren-TAG, 30 Nigel Mansell, Williams-Honda, 30 | Konstruktörsmästerskapet 1. Williams-Honda, 78 2. McLaren-TAG, 49 3. Lotus-Honda, 47 |